# Na Jančích
Na Jančích je přírodní památka u Chvalčova v okrese Kroměříž. Důvodem ochrany je lokalita velmi vzácného snědku kulatoplodého (Ornithogalum pyrenaicum).